# Клещар-Самохвалова, Мария Алексеевна
Мария Алексеевна Клещар-Самохвалова (4 августа 1915, Полтавская губерния — 21 июля 2000, Санкт Петербург) — советский живописец, член Ленинградского Союза художников.

## Биография
Родилась 4 августа 1915 года на Украине в селе Первозвановка Полтавской губернии. В семь лет осталась полной сиротой. Отец Алексей Фёдорович погиб на фронте в 1916 году, мать Надежда Мироновна умерла в 1922. В 1930 окончила сельскую школу-семилетку и уехала в Полтаву, где занималась в медицинском техникуме, затем на курсах медсестёр при Красном Кресте, по окончании которых до 1935 работала медсестрой. Там же в Полтаве в 1930—1933 занималась в художественной студии.
В Великую Отечественную войну работала санинспектором. С 1945 года жила и работала в Ленинграде. В 1950 году вышла замуж за художника А. Н. Самохвалова. Под его влиянием формировалась как художница. С 1952 года работала в мастерской А. Н. Самохвалова в Тучковом переулке. С 1957 года участвовала в выставках. Писала портреты, пейзажи, натюрморты. Позировала А. Н. Самохвалову для многих картин и этюдов. В начале 1960-х годов была принята в ЛОСХ, свою рекомендацию среди прочих написал А. А. Дейнека. Среди произведений, созданных М. А. Клещар-Самохваловой, картины «Крымский дворик» (1957), «Маки» (1958), «Верочка» (1960), «Херсонес», «Мать» (обе 1961), «Наташа» (1962), «Ольга Берггольц в дни блокады», «Натюрморт», «Девочка с цветком» (все 1963), «Натюрморт» (1964), «Интерьер», «Комсомолка Валя Комракова» (обе 1968), «Розы», «Натюрморт с жёлтыми ромашками» (обе 1970), «Натюрморт с айвой» (1972), «О судьбах» (1973), «Студентка» (1974), «Гвоздики (Автопортрет)» (1981), «Память» (1987) и другие.
После смерти А. Н. Самохвалова принимала деятельное участие в сохранении художественного наследия мужа, издании его литературного наследия, организации юбилейных выставок.
Скончалась 21 июля 2000 года в Санкт-Петербурге на 85-м году жизни.
Произведения М. А. Клещар-Самохваловой находятся в музеях и частных собраниях в России и за рубежом. Известны портреты М. А. Клещар-Самохваловой, исполненные в 1950—1960 годы А. Н. Самохваловым.